# 沧源设治局
沧源设治局存在于1934年至1949年间，是由云南省政府在今沧源佤族自治县内设置的流官行政组织，作为改土归流的过渡机构，以土流并治形式运作。

## 历史
1934年，英属缅甸派兵占领阿佤山区的银矿，发动班洪事件。为保卫边境，同年云南省政府派龚月轩以委员身份赴猛董，后析澜沧县勐角董、大蛮海、岩帅等土司（澜沧县第八区）为沧源设治专员辖区，龚月轩任首任专员，然而龚月轩遭到勐角董土司的反对，地方政府实际由第二任局长杨虎生在1936年建立，1937年正式定名“沧源设治局”:32。驻地初位于岩帅，后迁猛董，隶属于云南省第一殖边督办公署。1940年，云南省第一行政督察区成立，沧源设治局隶属第一区。第一区于1942年3月更名第四行政督察区，1946年改名第九行政督察区。:316-320:9-12, 641
沧源设治局成立前期，勐角董土司等地方势力强于设治局，设治局对地方事务没有过多干涉。直到第七任设治局长樊汝平利用岩帅部落的武装力量攻下勐董，勐角董土司罕富民外逃，设治局的威望才得以建立。也因为设治局并无实际管辖地方的权利以及动荡不安的局势，设治局下属的机构直到1941年才趋于完善，共有5个科室14名人员。第八任局长梁得桂到任后，设治局人员增加到五十余人，并且增设了参议会。:517-518
1949年4月，中国共产党在岩帅成立沧源县临时人民政府。5月6日，中共地下党员李培伦、迆南边区人民自卫军第一支队佧佤山守备大队长田子昌等人率200余人的武装部队开进勐董，活捉沧源设治局第十任局长雷树苍，沧源设治局被临时人民政府取代。1954年3月26日，云南省人民政府批准沧源设治局正式改为沧源县。:12, 16

### 陈汝珍被害案
1940年3月13日，原第三任沧源设治局长陈汝珍因强征勒索以及宗教威胁，在岩帅被班糯村的基督徒刀砍身亡。澜沧县派肖百万率300名武装人员赴沧源解决陈汝珍被害案，遭基督教民聚众反抗，遂折返澜沧。4月，第一行政督察区派符继桓率100余人赴岩帅查处陈汝珍被害案，在山头向岩帅寨内赶集的人群开炮，打死1人，三天后被岩帅居民聚众反击退回澜沧。1941年，第一区调遣澜沧、双江和景谷三个县的正规军和民团2,000余人围攻岩帅，历时四个月，战死11人伤23人，平息了这场动乱，是为“大队之战”。1948年4月，因班糯村挑衅岩帅，加之岩帅头人不满1940年班糯人在岩帅杀害陈汝珍一事，岩帅出兵讨伐班糯，将班糯下寨攻破烧毁。:10-12

## 行政长官
|        | 局长   | 任期      | 籍贯     |
| ------ | ------ | --------- | -------- |
| 第一任 | 龚月轩 | 1934-1936 | 芒市     |
| 第二任 | 杨虎生 | 1936-1937 | 剑川     |
| 第三任 | 陈汝珍 | 1937-1939 | 剑川     |
| 第四任 | 王问民 | 1939-1941 | 泸西     |
| 第五任 | 彭钊   | 1941-1942 | 宾川     |
| 第六任 | 王晋   | 1942-1944 | 剑川     |
| 第七任 | 樊汝平 | 1944-1946 | 陆良     |
| 第八任 | 梁得桂 | 1946-1947 | 景东     |
| 第九任 | 陳毓漢 | 1947-1948 | 梅县     |
| 第十任 | 雷树苍 | 1948-1949 | 元谋:518 |

## 行政区划
1936年时，沧源设治区（设治局所辖政区）下辖3个区：勐角董、永和和岩帅，勐角董和永和的区长皆是勐董土司罕氏。原拟在班洪和大蛮海设区，但二地未归服沧源。
1939年，设治区共辖岩帅、勐董两个区。:519
1945年，沧源设治局废区划乡，实行保甲制，规定10户为甲，10甲为保，10保为乡镇。各乡镇设正副乡镇长，从当地居民中选举产生，各乡镇村寨设保长、甲长。第八任局长梁得桂到任后在设治局内设置了参议会，有两名议长，各乡镇都有议员:518。1945年设治区所辖乡镇：
| 乡镇名 | 行政长官      | 下辖村寨:33                                                                              |
| ------ | ------------- | ---------------------------------------------------------------------------------------- |
| 岩帅镇 | 田兴武        | 黄果、联合、岩帅、岩肖（新华）、南骂（建设）、大贺勐、中贺勐、上班奈、下班奈、和平、贺南 |
| 勐董镇 | 罕富权        | 勐董、控井、糯掌、勐甘、帕良                                                             |
| 勐角镇 | 叶金明        | 勐角、勐来、班列、勐卡、翁丁、控角                                                       |
| 勐省乡 | 田兴义        | 勐省、民良、班考、帕柏、满坝、回波、曼木、拱弄、公撒                                     |
| 永源乡 | 赵台          | 公曼、贺科、安海、昔勒、东米、团结、班驮、芒勐、班奈新寨、东勐、农克                     |
| 乐良乡 | 赵大成 田子昌 | 糯良、帕秋、永壤、拉勐、翁不老、南撒                                                     |

## 资料来源
1. 1 2 3  赵春美, 胡兴东. . ein.ynnu.edu.cn. 佤族大辞典. 2012-12-01  [2017-10-28]. （原始内容存档于2017-10-29）.
2. 1 2  沧源佤族自治县民政局、地方志办公室. . 昆明: 云南民族出版社. 2006年: 28. ISBN 7-5367-3386-0.
3. ↑  傅林祥,郑宝恒. . 上海: 复旦大学出版社. 2007. ISBN 978-7-3090-5598-6.
4. 1 2 3 4 5 6 7  沧源佤族自治县地方志编纂委员会. . 昆明: 云南民族出版社. 1998. ISBN 7-5367-1498-X.